# Üvegszárnyú ribiszkelepke
Az üvegszárnyú ribiszkelepke avagy ribiszkeszitkár (Synanthedon tipuliformis)  a szitkárfélék (Sesiidae) családjának egyik, Magyarországon is honos faja.

## Elterjedése, élőhelye
Jóformán egész Eurázsiában honos; Észak-Amerikába és Új-Zélandra úgy hurcolták be. Magyarországon mindenfelé megtalálható, és ahol tápnövényei nőnek, kimondottan gyakori fajnak számít.

## Megjelenése
Ennek a szitkárfajnak a szárnycsúcsa és a szárny szegélye kékesen csillog. A szárny fesztávolsága 10–18 mm.

## Életmódja
Egy évben egy nemzedéke fejlődik ki. A különféle stádiumú hernyók telelnek át. A hernyók már április végén elkezdenek bábozódni, de ennek ideje és így a rajzás is egészen a nyár derekáig elhúzódik. A lepkék nappal aktívak, és virágokról táplálkoznak. Mivel kis, karcsú darázsra emlékeztetnek, nem könnyű őket felismerni.
Fő tápnövényei:
- vörös ribiszke,
- fekete ribiszke,
- arany ribiszke,
- köszméte.

A hernyók számos más növényen is megélnek, főként a különféle cserjéken:
- mogyoró,
- boróka,
- kecskerágó.

Kivételesen megtelepedhetnek egyéb kultúrákban is:
- szőlőben,
- málnában
- szederben.

A petéből kikelt kis hernyó gyakran járatot rág a vessző héja alatt, mielőtt beenné magát annak belsejébe. Ez a barna csík később is jól látható marad. A hernyó egész életét a hajtásokban, vesszőkben és gallyakban tölti, és ezek belét rágja ki – néha a bokor alapi részét is megtámadja. Az üvegszárnyú ribiszkelepke hazánkban a piros és a fekete ribiszke legelterjedtebb kártevője.

## Külső hivatkozások
- Mészáros Zoltán – Szabóky Csaba: A magyarországi molylepkék gyakorlati albuma. Budapest: Agroinform. 2005.  arch Hozzáférés: 2018. április 6. (PDF)